# Cuatrocientos
El cuatrocientos (400) es el número natural que sigue al trescientos noventa y nueve y precede al cuatrocientos uno.

## Propiedades matemáticas
- Es un número compuesto, que tiene los siguientes factores propios: 1, 2, 4, 5, 8, 10, 16, 20, 25, 40, 50, 80, 100 y 200. Como la suma de sus factores es 561 > 400, se trata de un número abundante.
- Es el cuadrado de 20.
- Un círculo se divide en 400 grados centesimales, que es igual a 360 grados sexagesimales y 2π radianes (grados y radianes son las unidades de SI aceptadas).
- 400 es un número en base 10, ya que no hay entero que añade a la suma de sus propios resultados en 400 dígitos. Por otra parte, 400 es divisible por la suma de su propia base de 10 dígitos, por lo que es un número de Harshad.

## Características
- 400 es un código de estado HTTP que indica una solicitud incorrecta por parte del cliente.

- Datos: Q1535396
- Multimedia: 400 (number) / Q1535396